# Liste der Bodendenkmale in Birkenwerder
Die Liste der Bodendenkmale in Birkenwerder enthält alle Bodendenkmale der brandenburgischen Gemeinde Birkenwerder. Grundlage ist die Veröffentlichung der Landesdenkmalliste mit dem Stand vom 31. Dezember 2020. Die Baudenkmale sind in der Liste der Baudenkmale in Birkenwerder aufgeführt.

## Birkenwerder
| Gemarkung                            | Flur    | Kurzansprache | Bodendenkmal-nummer | Bemerkung | Bild |
| ------------------------------------ | ------- | --- | ------------------- | --------- | ---- |
| Birkenwerder (Lage)                  | 7, 9    | Siedlung Bronzezeit, Burgwall slawisches Mittelalter, Burgwall deutsches Mittelalter, Siedlung slawisches Mittelalter, Siedlung deutsches Mittelalter, Gräberfeld deutsches Mittelalter | 70103               |           |      |
| Birkenwerder (Lage)                  | 8       | Pechhütte deutsches Mittelalter, Siedlung Steinzeit | 70104               |           |      |
| Birkenwerder (Lage)                  | 9       | Siedlung Steinzeit, Siedlung Bronzezeit, Siedlung slawisches Mittelalter | 70105               |           |      |
| Birkenwerder (Lage)                  | 7       | Rast- und Werkplatz Steinzeit | 70106               |           |      |
| Birkenwerder (Lage)                  | 9       | Rast- und Werkplatz Steinzeit | 70107               |           |      |
| Birkenwerder (Lage)                  | 9       | Siedlung deutsches Mittelalter | 70108               |           |      |
| Birkenwerder, Hohen Neuendorf (Lage) | 8, 16   | Siedlung Steinzeit | 70109               |           |      |
| Birkenwerder, Hohen Neuendorf (Lage) | 8, 16   | Siedlung Bronzezeit, Siedlung Eisenzeit | 70110               |           |      |
| Birkenwerder (Lage)                  | 3, 6, 7 | Dorfkern deutsches Mittelalter, Dorfkern Neuzeit, Siedlung slawisches Mittelalter | 70111               |           |      |
| Birkenwerder (Lage)                  | 7       | Siedlung Urgeschichte, Friedhof Neuzeit | 70112               |           |      |
| Birkenwerder, Borgsdorf (Lage)       | 9, 4    | Rast- und Werkplatz Mesolithikum, Siedlung Neolithikum | 70113               |           |      |
| Birkenwerder (Lage)                  | 9       | Siedlung Neolithikum, Siedlung Bronzezeit | 70114               |           |      |
| Birkenwerder, Borgsdorf (Lage)       | 2, 9    | Rast- und Werkplatz Mesolithikum, Siedlung Bronzezeit, Siedlung Eisenzeit | 70116               |           |      |
| Birkenwerder (Lage)                  | 12      | Rast- und Werkplatz Steinzeit | 70119               |           |      |